# Orogenesi timanide
L'orogenesi timanide (in lingua russa: Ороген Протоуралид-Тиманид, Orogen Protouralid-Timanid) è un'orogenesi pre-uraliana che si è formata nella parte nordorientale della Baltica durante il Neoproterozoico. Tra gli studiosi russi, fino agli anni 1990 la terminologia più utilizzata per riferirsi a questa orogenesi era Baikaliana, termine coniato da Nikolay Shatsky nel 1935.

## Caratteristiche
L'orogenesi si sviluppa su una lunghezza di circa 3000 km. I suoi punti estremi sono la porzione meridionale dei Monti Urali a sud e le penisole di Kanin e Varanger a nord.
L'area tipica di questa orogenesi è individuata dai Monti Timani.
L'orogenesi timanide, che è orientata in senso nord-ovest, è troncata a ovest, nella penisola di Varanger, dall'orogenesi caledoniana, che è disposta in direzione obliqua.
Le porzioni nordorientali dell'orogenesi sono costituite da rocce vulcaniche e sedimentarie, granitoidi e poche ofioliti. Invece la parte sudoccidentale dell'orogene è costituita perlopiù da rocce sedimentarie.

## Evoluzione
Dal tardo Neoproterozoico o dal Cambriano medio, l'orogenesi timanide fu associata a una zona di subduzione posizionata a nordest. La maggior parte degli studiosi ritengono che la subduzione andasse verso l'interno (cioè che la placca subdotta si muoveva verso sudovest), ma altri dissentono da questa visione ritenendo invece che la situazione fosse opposta, cioè che la placca subdotta si muovesse verso nordest.
Si ritiene che nel Cambriano l'orogenesi abbia sviluppato un contesto di collisione continentale, in quanto la Baltica e l'Arctica entrarono in collisione tra 528 e 510 milioni di anni fa. Alcuni studiosi tuttavia ritengono che non vi sia stata alcuna collisione.
L'erosione ha prodotto sedimenti che oggi si trovano nella piattaforma dell'Europa orientale, inclusa la formazione Sablino, di origine cambriana e situata nei pressi del lago Ladoga. Studi dei sedimenti indicano che l'erosione ha avuto inizio probabilmente nel Cambriano e che è divenuta più intensa nell'Ordoviciano.
I primi geologi a interessarsi a questa orogenesi sono stati Wilhelm Ramsay e Feodosy Tschernyschev, che pubblicarono i loro studi rispettivamente nel 1899 e nel 1901. Hans Reusch compilò un'analisi delle conoscenze sull'orogenesi nel 1900.